# Sant'Andréa-d'Orcino
Sant'Andréa-d'Orcino är en kommun i departementet Corse-du-Sud på ön Korsika i Frankrike. Kommunen ligger  i kantonen Cruzini-Cinarca som tillhör arrondissementet Ajaccio. År 2022 hade Sant'Andréa-d'Orcino 141 invånare.

## Befolkningsutveckling
Antalet invånare i kommunen Sant'Andréa-d'Orcino
Referens:INSEE